# محمد عبد السلام
محمد عبد السلام (29 يناير 1926 بنجاب - 21 نوفمبر 1996 أكسفورد) عالم فيزياء باكستاني، حاصل على جائزة نوبل في الفيزياء عام 1979.

## حياته
ولد عبد السلام في محافظة جهانج التي تقع على مقربة من لاهور بالبنجاب والتي كانت في ذلك الوقت جزءاً من الهند، والده كان رجلاً بسيطاً يعمل كاتباً في مكتب مفتش المدارس إلا أنه كان حريصا كل الحرص على تعليم أبنائه منذ الصغر، فتنقل محمد في مراحل التعليم حتى وصل إلى سن الرابعة عشرة حيث التحق بالجامعة الحكومية في «لاهور»، وظهر نبوغه المبكر في الرياضيات محطماً كل الأرقام القياسية في امتحانات القبول، وحاصدا لجوائز التفوق في جميع مراحل التعليم، تخرج في الجامعة عام 1944، وحصل على درجة الماجستير في الرياضيات من جامعة «لاهور» بالبنجاب بعد سنتين في عام 1946.
منح عبد السلام منحة إلى جامعة كامبريدج بإنجلترا، فلقد اختير قبله طالب هندي آخر يدرس مادة الأدب الإنجليزي. في كلية «سانت جون» لفت عبد السلام الأنظار إليه حينما حصل في سنتين على دبلومتين في الرياضة المتقدمة والفيزياء، وحصل على المركز الأول.
سافر عبد السلام إلى معهد الدراسات المتقدمة في برينستون في نيو جيرسي بالولايات المتحدة في صحبه ماثويث، وهناك في 2 مايو 1951م عمل على انتخابه زميلاً للأبحاث العلمية في كلية سانت جون. ومن هنا بدأ يلمع نجمه دولياً، وأخذت أبحاثه تحتل مكاناً بين أبحاث العلماء المتميزين. التأثير الأكبر على عبد السلام في بداية حياته كان من المعلم بول ديراك.
في عام 1959 مُنِحَ وسام نجم باكستان Sitara-i-Pakistan وبالاشتراك مع (جون وارد) نسف نظرية البروتون والنيترون وجسيمات لامدا.. بأن تنبأ بوجود أسرة ذات مجال ثماني من جسميات ميسون، والتي اكتشفت بعد ستة أشهر بالتجارب المعملية.Proton ; Neutron & Lamda Particles Theory..Eight field Family of Meson Particles وبسبب أبحاثه في Parity Violation حاز عبد السلام على جائزة هوبكنز 1957، وجائزة آدامز 1958، ووسام ماكسويل 1961، ووسام هيوز من الجمعية الملكية 1984، لتنبؤه بدوران ثماني، يلعب فيه ميزون دورا في التفاعلات القوية كدور البروتونات في الإلكتروديناميكية Octet of spin one meson playing an analogous part in strong interactions protons in electredynamics. وأيضا للعلاقة ما بين Zero rest mass للنيوترينو والتفاعلات الضعيفة. Parity non conserving effects
ثم بدأت السويد وروسيا والولايات المتحدة وغيرها تنعم عليه بالعضويات الشرفية بأكاديمياتها للعلوم. وفي 1964 عُيّن البروفسور عبد السلام مديرا للمركز الدولي للفيزياء النظرية في تريستا بإيطاليا بناء على اقتراحه إلى قبل ذلك بعام. وفي عام 1968 نال جائزة الذرة من أجل السلام. في عام 1971 نال الميدالية الذهبية وجائزة يوليوس روبرت أوبنهيمر التذكارية 1977، ووسام (ماتيشي) من الأكاديمية الإيطالية بروما 1978. ثم وسام جون تورنس تيت من المعهد الأمريكي للفيزياء 1978، ونيشان الامتياز من باكستان 1979، ثم جائزة نوبل في الفيزياء 1979، ووسام أنشتين من اليونسكو 1979.. وغيرها.
منحت له جائزة نوبل بالاشتراك مع غيره على نظريته التي أظهرت وجود تفاعلات معينة بين الجسميات الأولية. فمثلا.. ما يسمى بالقوى الضعيفة التي تدفع النيوترون إلى أن ينحل إلى بروتون وإلكترون، يمكن اعتبارها كجزء من القوة الكهرومغناطيسية المعروفة والتي تعمل بين كل الجسميات المشحونة. وقد فتحت النظرية بذلك الطريق إلى ثورة عظمى في فيزياء الكَم Quantum Physics.
يتنبأ البروفسور عبد السلام حاليا أن القوالب البنائية لكل المواد الثقيلة في العالم، البروتونات، لا يمكن أن تعيش للأبد، وشأنها كالنيوترنات لا بد وأن تتحول في النهاية. ولا يزال في فكرة آراء رائعة بالطبع.
مادة قوية حقا، ولكن وراء هذه الجوائز والإنجازات كلها يبقى الاعتراف فيما بين العلماء الفيزيائييين بأن البروفسور عبد السلام نابغة.. كان يستحق جائزة نوبل منذ وقت طويل.. وفي العقود الثلاث الماضية كان عبد السلام العالِم الرئيسي المرموق في بلاد العالم الثالث، وكان المتحدث البارز بأن تستثمر كل البلاد الأموال للبحث العلمي في البلاد النامية، وأن تنمى البحث من خلال التعاون الدولي. لكن وراء هذه الإنجازات يعيش رجل بسيط الذهن، عميق التدين، ذو مبادئ.. يرى أن الأجيال الشابة تضيع وقتها الغالي هدرا في مسائل تافهة، في حين أن العالم يحتاج إلى الكثير مما ينبغي أن يقوم به.

## حياته الخاصة
تزوج مرتين، وله 4 بنات وولدين. كان من أتباع الطائفة الأحمدية في باكستان .

## العودة إلى الوطن
كان عبد السلام يخطط دائماً للعودة إلى وطنه باكستان والتي استقلت عن الهند في عام 1948 لينقل ما حمل من علم ويضعه في خدمة شعبه وحكومته. فقرر عام 1952 العودة بعد حصوله على درجة الدكتوراه، وعُيِن هناك رئيساً لقسم الرياضيات بجامعة البنجاب بلاهور.
مرِت السنوات عصيبة على عكس ما كان يتوقع، واكتشف صعوبة الاستمرار في أبحاثه لقلة الإمكانات الموجودة، فسرعان ما قبل دعوة أخرى من جامعة كامبريدج عام 1954 وعاد كأستاذ جامعي في الرياضيات وزميلا لكلية سانت جونز.
بقي عبد السلام في جامعة كامبردج حتى عام 1957، ثم انتقل إلى الكلية الملكية بلندن كأستاذ في الفيزياء. وقد حصل في العام نفسه على الدكتوراه الفخرية من جامعة البنجاب، ثم انتخب مبعوثاً للكلية الملكية عندما بلغ من العمر 33 سنة عام 1959.

## نظريته
قام عبد السلام بتطوير نظرية لتوحيد القوى النووية الضعيفة والكهرومغناطيسية، بل وجزم بإمكانية توحيد القوى النووية القوية مع القوى الثلاث الأخرى.
اهتم أيضا بالنظرية الكمية، التي تصف سلوك المادة بجسيماتها الأولية والطاقة في الكون. وقام بدراسات عديدة على الجسيمات الأولية مثل الإلكترون (ذو الشحنة السالبة) والبروتون (ذو الشحنة الموجبة) والنيوترون (معدوم الشحنة) والتي تتواجد في الذرة. واهتم بجسيم «نيوترنيو» الذي لم يسجل له العلماء شحنه أو كتله (أو ربما تكون ضعيفة جداً) وثبت تأثره بالقوى النووية الضعيفة التيتستطيع التغيير من شكله. فكان عبد السلام أول من وصل إلى أن هذا الجزيء يدور في اتجاه عكس عقارب الساعة، مما أوضح نقاطاً كانت غائبة في فهم نظرية القوى النووية الضعيفة وتأثيراتها.
كان يرى أن ديراك أعظم علماء القرن؛ حيث قام بتطوير علم ميكانيكا الكم النسبية ليصف به حركة الجسيمات الدقيقة ذات السرعات العالية. وتوصل إلى معادلة سميت باسمه، وعند تطبيقها على جسيم الإلكترون تنبأ بوجود جسيم آخر له نفس كتلة الإلكترون، ولكن ذو شحنة موجبة وهو البوزيترون الذي اكتشفه كارل أندرسون بعد ذلك في عام 1932.

## أعماله الاجتماعية
عاش عبد السلام حياته مشغولاً بالعوائق التي تقف أمام تقدم العالم الثالث في العلم والتعليم، وكان يرى أن الفجوة الكبيرة بين الدول الصناعية الكبرى والنامية لن تضيق إلا إذا استطاعت الدول النامية أن تحكم نفسها في مستقبلها العلمي والتكنولوجي، وأن ذلك لن يتحقق من خلال استيراد التكنولوجيا من الخارج، بل من خلال تدريب نخبة من العلماء المتميزين والزج بهم في مجالات العلم المختلفة، وقد سجل رؤيته عن الحاجة الملحة للعلوم والتكنولوجيا في العالم الثالث في كتابة «المثاليات والحقائق». ولم يتأخر في مد يد العون لشباب العلماء من العالم الثالث، وصرف جزءا من أمواله لمساعدتهم.
كان إنشاؤه للمركز الدولي للفيزياء النظرية في تريستا بإيطاليا في عام 1964 انعاكساً لفكرة ومبدئه؛ حيث كان هدف المركز الأول هو إيجاد مكان للفيزيائيين الشبان من العالم الثالث؛ لاستكمال أبحاثهم، وقد استمر مديره حتى عام 1994 حيث كان منارة للعمل الدءوب والطموح العالي. نقتبس فيما يلي مقتبسا مهما يخص المسلمين ولا سيما العرب اقتبسناه من إحدى محاضرات الدكتور محمد عبد السلام:

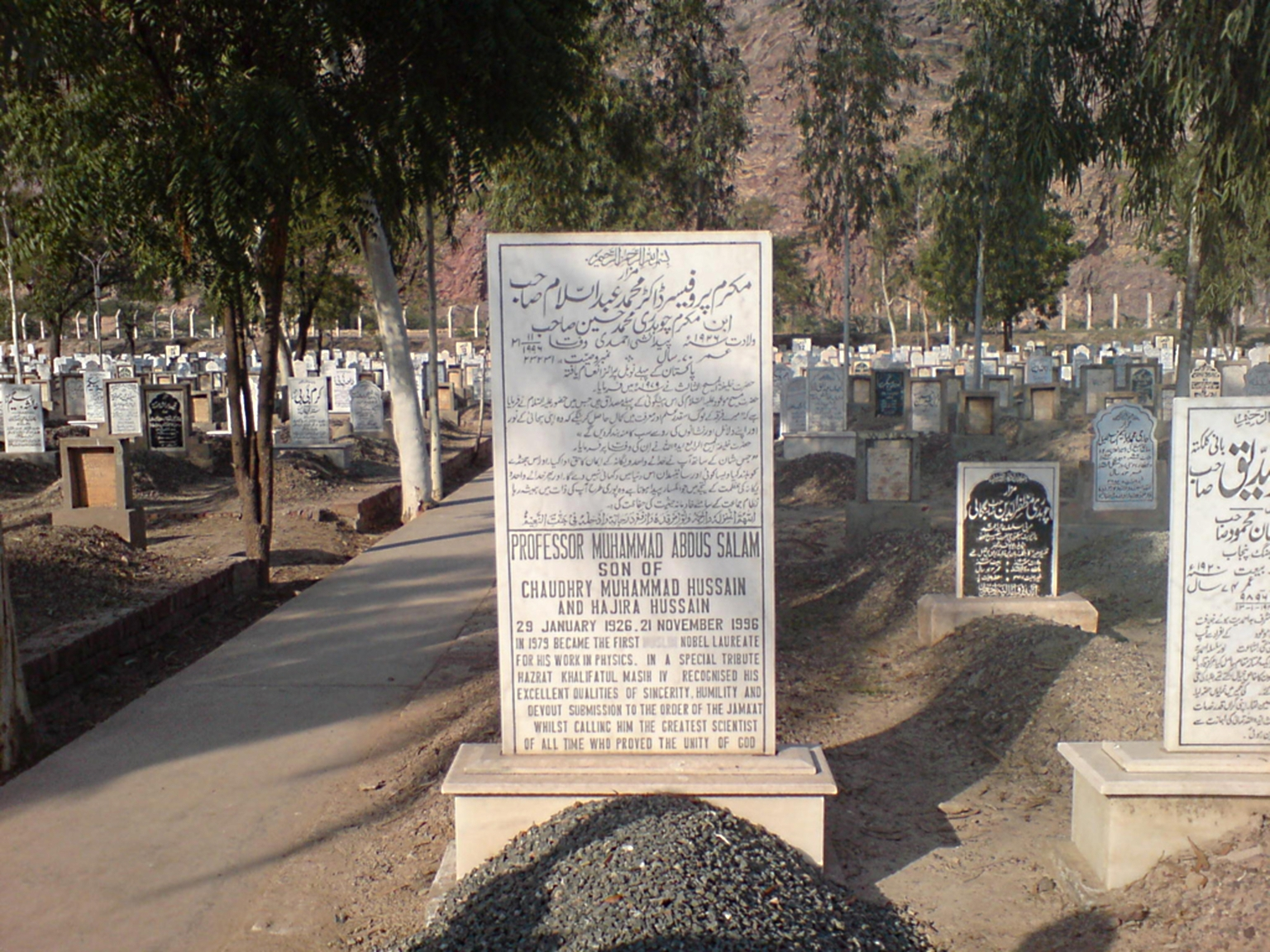
قبر عبد السلام في باكستان

«العلم ضروري لما يزودنا به من فهم بما وراء هذا العالم الذي نعيش فيه وإدراك المقاصد الإلهية. إنه ضروري لما يمكن أن تقدمه لنا مكتشفاته من منافع مادية. وأخيرا، ولأنه كونيٌّ، فهو وسيلة للتعاون بين كل بني البشر، وبالذات بين العرب والأمم الإسلامية. إننا مدينون للعلم العالمي.. ينبغي أن نسدد ديننا بكل احترام للذات. ومع ذلك فإن المشروع العلمي لا يمكن أن يزدهر من دون مساهمتكم الشخصية كما كان الحال في القرون الماضية للإسلام. إن المعدل العالمي بنسبة من واحد إلى اثنين بالمائة من الدخل القومي الإجمالي يعني إنفاق أربعة بلايين دولار سنويا من العرب، ومثلها من الدول الإسلامية.. على البحث العلمي والتطور، ويُنفق عُشر هذا المبلغ على العلوم البحتة. إننا بحاجة إلى قاعدة علمية في بلادنا، يديرها علماء، ومراكز علمية دولية بالجامعات أو خارج الجامعات.. تنال الدعم السخي والضمان والاستمرارية.. للرجال والأفكار. لا تَدَعوا أحداً يسجل علينا في المستقبل أن العلماء في القرن الخامس عشر الهجري كانوا هناك، ولكن العجز كان وجود أمراء يسهمون في سبيل العلم بسخاء». (نهضة العلوم في البلاد العربية والإسلامية، د. عبد السلام، أُلقيت في الكويت 1981)

## وفاته
بعد صراع طويل مع المرض توفي ودفن في قريته التي ولد فيها وهي قرية جهانج مسقط رأسه بمقاطعة لاهور في 21 نوفمبر 1996.

## منح وأوسمة
- في عام 1979، حصل على جائزة نوبل في الفيزياء مشاركة مع العالمين ستيفن واينبرج وشيلدون جلاشو حينما قام بتقديم نظريته التي تقضي بتوحد قوتين من القوى الرئيسية في الكون إلى قوة واحدة.
- أرفع وسام لدولة باكستان من رئيس الجمهورية وعُيّن مستشاراً علمياً للرئيس.
- منح وسام الجمعية الفيزيائية البريطانية عام 1960 وعين عضواً في لجنة العلوم والتكنولوجيا.
- وتقديراً لجهوده كرئيس للجنة الفرعية التي أنشأتها الأمم المتحدة لدراسة إمكانية تقديم العون من الدول الصناعية للبلدان النامية.. حصل د / عبد السلام على جائزة «هيوج» من الجمعية الملكية للعلوم عام 1964.
- جائزة وميدالية بنهايمر (1971)، * ميدالية أيشتين من اليونسكو (1979)
- ميدالية السلام (1981) وجائزة الفروسية تقديراً لجهوده في العلوم البريطانية (1989)
- نيشان الامتياز الباكستاني (1979).
- يحمل عبد السلام المراكز الفخرية في أكثر من أربعين جامعة على مستوى العالم، واُختير عضواً في معهد الدراسات العليا في برنستيون.

## وصلات خارجية
- محمد عبد السلام على موقع الموسوعة البريطانية (الإنجليزية)
- محمد عبد السلام على موقع مونزينجر (الألمانية)
- محمد عبد السلام على موقع إن إن دي بي (الإنجليزية)